# Deixada en suspens
La deixada en suspens, final de suspens o final penjat (conegut també per l'anglicisme cliffhanger, derivat de cliff -penya-segat- i hang -penjar-) és un terme que representa les escenes del final d'un episodi d'una sèrie de televisió, còmic, pel·lícula, llibre o qualsevol altre tipus d'obra de la qual s'espera una altra entrega, i que es caracteritzen per generar la intriga o shock necessari perquè l'audiència s'interessi per conèixer-ne el resultat o desenvolupament a la següent entrega.
L'efecte pot ser generat per un conjunt d'escenes o simplement una imatge, acció o frase segons el mitjà o tipus d'història. Algunes sèries de televisió solen acabar amb l'advertiment "Continuarà..." (o en anglès "To be continued"), i després comencen el següent episodi amb un resum de la deixada en suspens.
Originalment es van utilitzar en la literatura pulp i en els radiodrames. D'allà passaren als serials de cinema i còmics, i recentment, a la televisió i fins i tot, als videojocs. La situació més comuna és introduir una deixada en suspens al final d'una temporada, encara que també n'hi ha al final o enmig d'un episodi. Aquesta tècnica ha aconseguit gran popularitat gràcies a la televisió, ja que amb l'emissió de les sèries en diverses temporades, els guionistes introdueixen aquest recurs per atraure el públic, i així mantenir a l'espectador interessat fins al desenllaç de la situació, que es produirà en una temporada següent. Algunes vegades, també s'usa per involucrar un personatge, que no continuarà la següent temporada, en una situació molt perillosa deixant la possibilitat que mori.

## Història
La idea d'acabar un conte en un punt on el públic resti intrigat fins a la conclusió, que es donarà en un altre moment, ha estat utilitzada des que s'expliquen històries. Per exemple, aquest és el tema principal de l'antologia Les mil i una nits, on la reina Xahrazad explicava un conte cada dia al seu marit, el rei Shahryar, per tal d'evitar la seva execució l'endemà al matí. La reina començava un conte abans d'anar a dormir i el deixava en un punt on el rei es veia forçat a posposar l'execució si volia saber el final. L'endemà, la reina acabava el conte i en començava a explicar un altre per evitar la mort l'endemà. També trobem balades xineses com la de Liu chih-yuan chu-kung-tiao, que acabaven cada capítol amb un element d'intriga per tal de mantenir en suspens a l'audiència.
Anys més tard, aquestes deixades en suspens van començar a aparèixer com a element de novela serial decimonònica, sorgida a partir de 1840. Charles Dickens va ser un dels autors pioners en publicar narració serial.
Una de les novel·les de Dickens que més repercussió van tenir en els lectors per l'ús d'aquesta tècnica va ser el cas de The Old Curiosity Shop, publicada al mitjà de comunicació The New Yorker. Els lectors van arribar a un punt d'estar tan intrigats per la continuació de l'obra que el 1841 alguns es van revoltar al dic del port de Nova York, mentre esperaven el vaixell britànic que portava la següent entrega, cridant: "El petit Ned és mort?". L'impacte de les obres fragmentades de Charles Dickens va influenciar molt la novel·la serial a partir de la dècada de 1860.
No obstant això, el terme cliffhanger va ser originat per l'autor Thomas Hardy el 1873 a la a novel·la A Pair of Blue Eyes, quan un dels protagonistes de l'obra (Henry Knight) va quedar penjat d'un penya-segat (cliff i hanger en anglès) i l'autor va acabar la narració en aquest punt, per crear intriga en els lectors. Cal destacar el fet que a l'època aquestes novel·les es publicaven en forma d'entregues, apareixia un capítol per mes, i per tal d'assegurar l'interès en l'obra, Hardy utilitzava l'esmentada tècnica per generar interès al públic. Això va convertir-se en l'arquetip de cliffhanger (deixada en suspens) en la prosa victoriana.
Aquest recurs va fer-se molt popular a principis del segle XX al cinema i més endavant a les sèries televisives. A la dècada de 1910, Nova Jèrsei era el centre de la producció fílmica dels Estats Units i els penya-segats encarats a Nova York i el riu Hudson eren comunament utilitzats en les pel·lícules com a escenaris, cosa que facilitava l'ús de la deixada en suspens com en la novel·la de Thomas Hardy.
La pel·lícula muda Les proeses de Paulina, de l'any 1914, és la més coneguda de les què van ajudar a popularitzar el terme cliffhanger. Aquesta producció, la qual s'emetia un capítol cada setmana, sovint acabava un capítol amb l'actriu Pearl White, qui interpretava la Pauline, penjant d'un barranc.
Pel que fa a la televisió, es tracta d'un recurs d'utilització força recent, a principis dels anys 80. Les primeres sèries de televisió que van utilitzar aquesta tècnica van ser l'australiana Number 96 i les estatunidenques Soap, Dallas i Dynasty.

## Usos moderns
Les deixades en suspens s'utilitzen sovint en sèries de televisió, sobretot telenovel·les.
Diverses telenovel·les australianes, com The Number 96, The Restless Years i Prisoner, acabaven cada temporada amb una catàstrofe més important que l'anterior, com per exemple un personatge que és disparat als darrers segons de l'episodi de tancament.
Les deixades en suspens s'utilitzen habitualment en anime i manga. A diferència dels còmics de superherois nord-americans, el manga japonès inclou amb més freqüència deixades en suspens. Aquest és el cas del manga shōnen, especialment els publicats per Weekly Shōnen Jump, com ara Bola de drac, Shaman king i One Piece.
Cal destacar que Doctor Who es va escriure en un format serialitzat que normalment acabava amb cada episodi amb una deixada en suspens. En els primers anys de la sèrie, els episodis finals de cada sèrie tindrien un final fragmentat que passaria a la següent sèrie. Com a curiositat, en la primera part de Dragonfire destaca per tenir un final fragmentat que implicava que el protagonista literalment penjava d'un penya-segat.
Les deixades en suspens eren poc comuns a la televisió estatunidenca abans del 1980, ja que les cadenes de televisió preferien la flexibilitat dels episodis de transmissió en qualsevol ordre. La comèdia de situació Soap va ser el primer programa de televisió estatunidenc que va utilitzar una deixada en suspens: al final de la primera temporada (el 1978). A partir d'aquí, les deixades en suspens van passar a convertir-se en un element bàsic de les telenovel·les nord-americanes. L'èxit de la sèrie Dallas, de 1980, sobretot a l'episodi "Qui va disparar a J.R.?" ("Who Shot J.R.?" en anglès) va contribuir al fet que la deixada en suspens es convertís en un element narratiu habitual a la televisió nord-americana. Una altra deixada en suspens destacada va ser a l'episodi "Massacre de Moldàvia" de la sèrie Dynasty, el 1985, que va impulsar les especulacions durant els mesos d'estiu sobre qui va viure o morir quan gairebé tots els personatges van assistir a un casament on uns revolucionaris van disparar amb una metralladora.
Generalment les deixades en suspens es donaven en sèries, que resolien el conflicte en el següent episodi, que s'emetia en un període curt, com una setmana. Encara que es va utilitzar una deixada en suspens a més llarg termini en les pel·lícules de La guerra de les galàxies, a Star Wars episodi V: L'Imperi contraataca (1980), en la qual Darth Vader va revelar a Luke Skywalker que era el seu pare i quan la vida de Han Solo estava en perill després que fos congelat. Aquestes trames es van deixar sense resoldre fins a la següent pel·lícula de la sèrie tres anys després.
Les dues maneres per mantenir als espectadors enganxats a les produccions audiovisuals consisteixen a involucrar personatges en una situació de suspens, possiblement de vida o mort, o en presentar una situació inesperada o sorpresa. Les deixades en suspens també s'utilitzen per deixar oberta la possibilitat que un personatge sigui assassinat a causa que l'actor no continuï interpretant el paper.
A vegades, els escriptors que no saben si se'ls encarregarà una nova sèrie o temporada s'encarreguen d'introduir deixades en suspens de manera deliberada amb l'esperança que els espectadors exigeixin saber com es resol la situació. Com va ser el cas de la segona temporada de Twin Peaks, que va acabar en una deixada en suspens que va generar una gran incertesa sobre el destí del protagonista, però aquesta deixada en suspens no va poder salvar la sèrie, i es va donar un final no resolt.
La deixada en suspens s'ha convertit en un element bàsic en la producció de continguts audiovisuals amb continuïtat. Fins a tal punt, que els escriptors de sèries ja no senten que els conflictes han de ser resolts immediatament quan es mostra el següent episodi. La sèrie dramàtica True Blood destaca pel gran ús de deixades en suspens. No només les temporades conclouen amb situacions de suspens, sinó que gairebé tots els episodis acaben en una deixada en suspens, després o durant un moment molt dramàtic.
De vegades, una pel·lícula, un llibre o una temporada d'un programa de televisió acaba amb la derrota de l'antagonista principal abans que un segon antagonista, més poderós, faci una breu aparició (convertint-se en el malvat de la següent pel·lícula, llibre o temporada).
En alguns casos, es finalitza una obra amb una deixada en suspens, de manera que es produeix un final obert que manté als espectadors intrigats pels possibles finals. Alguns casos són: La novel·la Smilla's Sense of Snow de Peter Hogg i la novel·la de ficció científica de Michael Flynn The Forest of Time.